# Лейк-Джордж (округ Хаббард, Миннесота)
Лейк-Джордж (англ. Lake George) — тауншип в округе Хаббард, Миннесота, США.

## География
По данным Бюро переписи населения США площадь тауншипа составляет 93,7 км², из которых 87,5 км² занимает суша, а 6,2 км² — вода (6,61 %).

## Демография
По данным переписи населения 2000 года здесь находились 383 человека, 152 домохозяйства и 115 семей. Плотность населения — 4,4 чел./км². На территории тауншипа расположено 239 построек со средней плотностью 2,7 построек на один квадратный километр. Расовый состав населения: 93,73 % белых, 0,52 % афроамериканцев, 3,92 % коренных американцев, 0,26 % азиатов и 1,57 % приходится на две или более других рас. Испанцы или латиноамериканцы любой расы составляли 1,83 % от популяции тауншипа.
Из 152 домохозяйств в 28,3 % воспитывались дети до 18 лет, в 67,1 % проживали супружеские пары, в 5,9 % проживали незамужние женщины и в 24,3 % домохозяйств проживали несемейные люди. 21,1 % домохозяйств состояли из одного человека, при том 10,5 % из — одиноких пожилых людей старше 65 лет. Средний размер домохозяйства — 2,52, а семьи — 2,90 человека.
22,5 % населения — младше 18 лет, 6,5 % — в возрасте от 18 до 24 лет, 25,6 % — от 25 до 44, 29,5 % — от 45 до 64, и 15,9 % — старше 65 лет. Средний возраст — 42 года. На каждые 100 женщин приходилось 108,2 мужчин. На каждые 100 женщин старше 18 приходилось 98,0 мужчин.
Средний годовой доход домохозяйства составлял 35 078 долларов, а средний годовой доход семьи — 35 625 долларов. Средний доход мужчин — 27 813 долларов, в то время как у женщин — 18 750. Доход на душу населения составил 16 320 долларов. За чертой бедности находились 5,9 % семей и 7,4 % всего населения тауншипа, из которых 15,2 % младше 18 и 8,3 % старше 65 лет.